# Клепечиха
Клепечиха — село в Поспелихинском районе Алтайского края России. Является центром Клепечихинского сельсовета.

## История
Село Клепичиха (Токмушкина деревня основано в 1857 году. Относились к Ново-Алейской волости Змеиногорского уезда Томской Губернии Российской Империи с населением в 1893 году в 268 человек. С 1899года именуется село Клепичихинское, с 1906 года Клепичиха. В 1901 году клепичихинцы построили православную церковь Святителя и Чудотворца Николая, которая была разрушена во время коллективизации крестьян. Из церкви построили клуб. В 1911 году в селе находилось церковно-приходское училище Министерства Внутренних Дел, две торговых лавки, 9 ветряных мельниц, 2 кузни, хлебозапасный магазин. Действовал кирпичный завод и небольшой маслосырзавод, которым владел богатый купец И. Чанцев. В 1926 году в селе насчитывалось 3425 человек.

## География
Расположено в 190 км к юго-западу от Барнаула и в 80 км к северо-востоку от Рубцовска в степной зоне, по которой раскиданы островки берёзовых рощиц — колки.
Село вытянуто с запада на восток почти на 7 км, ширина села в самой широкой части не превышает 1 км. По северной окраине села протекает одноимённая река Клепечиха, которая в этом районе превращена в несколько прудов.

## Население
| 1926  | 1997  | 1998  | 1999  | 2000  | 2001  | 2002  | 2003  | 2004  | 2005  | 2006  |
| ----- | ----- | ----- | ----- | ----- | ----- | ----- | ----- | ----- | ----- | ----- |
| 3425  | ↘1442 | ↗1468 | ↗1473 | ↗1490 | ↘1471 | ↘1459 | ↘1431 | ↘1421 | ↘1366 | ↗1381 |
| 2007  | 2008  | 2009  | 2010  | 2011  | 2012  | 2013  | 2014  |       |       |       |
| ↗1393 | ↗1403 | ↘1373 | ↘1332 | ↘1326 | ↘1280 | ↘1263 | ↘1235 |       |       |       |

## Инфраструктура
В селе находятся дом культуры, средняя общеобразовательная школа, детское дошкольное учреждение, библиотека, больница.
Основное направление экономики — сельское хозяйство: производство зерна, гречихи, сахарной свеклы, мяса, молока. Большинство жителей села работают в сельскохозяйственном кооперативе.

## Транспорт
Село доступно автомобильным транспортом по автодороге регионального значения К-20 Поспелиха — Новичиха — Волчиха.
В 15 км проходит федеральная автомобильная трасса А349 Барнаул—Рубцовск—Семипалатинск, которая является частью азиатского маршрута AH64.
До ближайшей железнодорожной станции, находящейся в районом центре Поспелиха, — 20 км.